# Lueckelia
Lueckelia é um género botânico pertencente à família das orquídeas (Orchidaceae). Foi proposto por Jenny em Austral. Orchid Rev. 64(4): 15, em 1999. A espécie tipo é a Lueckelia breviloba (Summerh.) Jenny, originalmente descrita como Polycycnis breviloba Summerhayes. O nome do gênero é uma homenagem a Emil Lückel, taxonomista alemão.

## Distribuição
É gênero monotípico cuja única espécie, ocorre na floresta Amazônica e alguns estados do nordeste do Brasil.

## Descrição
São plantas  epífitas, de crescimento cespitoso. Seus pseudobulbos são pequenos, ovóides, algo cônicos, sulcados, levemente comprimidos dos lados, muito aglomerados, inicialmente recobertos por Baínhas foliares, com duas folhas grandes, multinervadas, herbáceas, pseudopecioladas. A inflorescência atinge o dobro do comprimento das folhas, com muitas e interessantes flores espaçadas na metade final, é racemosa, arqueada, com flores de tamanho médio, viradas para baixo.
As sépalas, e pétalas são rajadas de vinho e oliva, membranáceas, têm aproximadamente o mesmo comprimento, mas as sépalas têm as margens enroladas, a dorsal abrindo-se totalmente para trás repousando sobre o pedúnculo. As pétalas muito mais estreitas que as sépalas, atenuadas para a base. O labelo, de cor branca, maculado ou listrado de vinho, é carnoso, pouco mais curto que as sépalas, com alto calo ligulado, terminando em ponta aguda do mesmo comprimento que os lobos laterais, estes baixos e alongados, quase constituindo-se em uma ondulação do labelo, levemente levantados, o lobo mediano trilobulado no ápice com aurículas espalmadas ao lado de carnoso engrossamento central com visível depressão longitudinal, e extremidade aguda sinuosamente curvada. A coluna de cor verde, é muito delgada, bastante arqueada, mais espessa na extremidade, onde existem duas pequenas aurículas viradas para baixo. Antera apical.

## Filogenia
Estudos preliminares de filogenia parecem confirmar a aceitação deste gênero, porém, mais análises são necessárias de modo a situar esse gênero em meio aos outros afins.